# Franceco Giuseppe Wicardel de Triviè
Franceco Giuseppe Wicardel de Triviè – włoski (sabaudzki) dyplomata żyjący na przełomie XVII i XVIII wieku.
W latach 1707–1711 był posłem Sabaudii przy jednym z pretendentów do tronu Hiszpanii Karolu III (Carlos III, później cesarz Karol VI Habsburg. Tron hiszpański wywalczył sobie jednak w 1711 roku Filip V Burbon, wnuk Ludwika XIV, popierany przez Francję - wrogiej Sabaudii, więc de Triviè powrócił do Turynu.
W latach 1713–1715 de Triviè był sabaudzkim ambasadorem w Londynie.